# Roger Basset
André Roger Basset (Lione, 3 maggio 1881 – Glennes, 18 settembre 1918) è stato un tiratore di fune francese.

## Carriera
Ha partecipato ai giochi olimpici di Parigi del 1900, dove ha vinto, con la squadra francese del Racing Club de France, la medaglia d'argento nel tiro alla fune, perdendo in finale contro la squadra mista danese/svedese per 2 a 0.

## Palmarès
In carriera ha conseguito i seguenti risultati:
- Giochi olimpici

Parigi 1900: argento nel tiro alla fune.